# Lubiejewo (gmina)
Lubiejewo (alt. Lubiewo) – dawna gmina wiejska istniejąca przejściowo w XIX wieku w guberni łomżyńskiej. Siedzibą władz gminy było Stare Lubiejewo.
Gmina powstała w Królestwie Polskim w 1868 roku w powiecie ostrowskim w guberni łomżyńskiej, z części obszaru zniesionej gminy Komorowo (z drugiej części powstała gmina Wąsewo). Manewr ten został anulowany w 1874 roku, kiedy to gmina Komorowo pojawia się ponownie, a równocześnie nieobecne są gminy Lubiejewo i Wąsewo.